# Lebung
Lebung is een bestuurslaag in het regentschap Banyuasin van de provincie Zuid-Sumatra, Indonesië. Lebung telt 4084 inwoners (volkstelling 2010).